# Neokonstruktywizm
Neokonstruktywizm – jeden z elementów postmodernizmu i neoawangardy. Nurt w abstrakcji geometrycznej, który pojawił się po II wojnie światowej, nawiązuje do konstruktywizmu, teorii Bauhausu oraz kierunku De Stijl; tworzy jednak zupełnie nowe wartości, obce ideom konstruktywizmu – poszukiwania związane ze światłem, przypadkiem, innym spojrzeniem na zagadnienie przestrzeni i natury. Z tych względów niektórzy krytycy sztuki uważają termin neokonstruktywizm za zbyt wąski, co uniemożliwia dostrzeżenie wartości specyficznych dla wielu artystów tworzących w tym nurcie, i może prowadzić do błędnych interpretacji ich dzieł.
Twórczość neokonstruktywistów opiera się w dużej mierze na ścisłych zasadach matematycznych.
Ten nurt artystycznych był popularny w Europie środkowowschodniej na przełomie lat 50. i 60. XX w. jako strategia oporu wobec realizmu socjalistycznego.
Terminu neokonstruktywizm używa się w szerszym znaczeniu dla nazwania całej powojennej sztuki geometrycznej.

## Przedstawiciele nurtu
- Krzysztof Wodiczko[5]
- Halina Jaworski[6]
- Gerhard Jürgen Blum-Kwiatkowski[7]
- Krystian Burda[8]
- Zbigniew Romańczuk[9]
- Radoslav Kratina[10]
- Tadeusz Mysłowski[11]
- Pantelis Xagoraris
- Mária Balážová